# 贾尔曼普里特·辛格
贾尔曼普里特·辛格（英語：Jarmanpreet Singh，1996年7月18日—），印度男子曲棍球运动员，2022年英联邦运动会男子银牌得主、2022年亞洲運動會男子金牌得主、2024年夏季奥林匹克运动会男子铜牌得主。